# Munich Re
Munich Re, em alemão Münchener Rück, é uma das maiores companhias de resseguro do mundo em termos de prêmio subscrito, com mais de 5 mil clientes em 160 países. Munich Re é o nome internacional usado pela companhia, abreviação do nome em inglês Munich Reinsurance Company, ou em alemão, Münchener Rückversicherungs-Gesellschaft. Sua sede fica em Munique, Alemanha.

## História
A Munich Re foi fundada em 1880 por Carl Thieme, que também fundaria a seguradora Allianz, a maior da Alemanha. 
A Munich Re é a maior companhia de resseguros do mundo em termos de receita bruta com prêmios. Tem uma trajetória de sucesso, em que se destaca o sucesso alcançado após o Terremoto de São Francisco de 1906, do qual saiu como o ressegurador mais solvente do mercado mundial. A companhia alemã era um das maiores resseguradoras do World Trade Center em Nova Iorque, que foi destruído no atentado terrorista de 11 de Setembro de 2001.

## Participações
A Munich Re possui 94,7% do capital da ERGO Insurance Group, proprietária de empresas da área financeira na Alemanha, onde é sediada, e em outro países da Europa e Ásia. A ERGO, líder no mercado europeu de seguro de saúde privado, bem como em despesas jurídicas, atua também no ramo vida, seguro contra acidentes, legal e serviços financeiros e está entre as maiores empresas alemãs do mercado segurador.
Com o Grupo, as empresas que formam a ERGO tem ganhos de escala, principalmente em TI e Asset Management, onde possui empresas próprias especializadas nestas áreas.